# Їржина Гайкова
Їржина Гайкова (чеськ. Jiřina Hájková, 31 січня 1954) — чеська хокеїстка на траві.
Срібна призерка Олімпійських Ігор 1980 року.